# Jack Angel (combustión humana espontánea)
Jack Bundy Angel (Hennepin County, Minnesota, 29 de abril de 1908-Greensboro, Carolina del  Norte, 7 de junio de 1986) fue un individuo que afirmó ser víctima de una combustión humana espontánea. 

## Detalles
Angel dice que, el 12 de noviembre de 1974, mientras estaba en Savannah, Georgia, EE. UU., Se despertó en su autocaravana con quemaduras graves en la mano, el pecho y otras partes del cuerpo.
No se encontraron signos de quemaduras en la autocaravana, y la ropa de Angel no se había quemado. Angel afirma que un médico le dijo que la quema ocurrió "internamente" y que fue un sobreviviente de la combustión humana espontánea. El investigador escéptico Joe Nickell escribió que la historia de Angel se contradice con un testimonio de 1975 presentado ante el Tribunal Superior del Condado de Fulton en una demanda civil presentada por el abogado de Angel: en la demanda, Angel dijo que había sido rociado por "agua caliente" después de tratando de arreglar la presión del agua de su autocaravana.
Angel apareció y narró su historia al programa de televisión, ¡Eso es increíble!.